# Mitrofan Zaikin
Mitrofan Moisiejewicz Zaikin (ros. Митрофан Моисеевич Заикин, ur. 6 listopada?/19 listopada 1901 we wsi Borki w obwodzie lipieckim, zm. 6 lutego 1979 w Charkowie) – radziecki generał major, Bohater Związku Radzieckiego (1945).

## Życiorys
Miał wykształcenie podstawowe. Pracował w kopalni w Donbasie, od 1918 służył w Armii Czerwonej, uczestniczył w wojnie domowej, w 1923 skończył kursy dowódcze. W 1929 ukończył wojskową szkołę piechoty, w 1931 kursy „Wystrieł”, a w 1936 Akademię Wojskową im. Frunzego, od 1925 należał do WKP(b). Służył w dywizjach kawalerii, w latach 1939–1940 brał udział w wojnie z Finlandią, był szefem wydziału wywiadowczego sztabu 16 Armii Zakaukaskiego Okręgu Wojskowego w stopniu podpułkownika. Od lipca 1941 uczestniczył w wojnie z Niemcami jako szef sztabu dywizji piechoty, szef sztabu tyłów korpusu kawalerii i dowódca 143 Dywizji Piechoty 47 Armii w stopniu pułkownika i następnie generała majora, walczył na Froncie Zachodnim, Centralnym, 1 Ukraińskim i 1 Białoruskim, był dwukrotnie ranny. Brał udział w bitwie pod Smoleńskiem, obronie Moskwy i kontruderzeniu spod Moskwy, operacji wiaziemskiej, bitwie pod Kurskiem, wyzwoleniu Lewobrzeżnej Ukrainy, forsowaniu Desny, Dniepru, Prypeci i walkach o Korosteń, później operacji równieńsko-łuckiej, m.in. walkach o Sarny i Kowel, w operacji brzesko-lubelskiej i forsowaniu zachodniego Bugu, zajęciu Siedlec i Wołomina, operacji wiślańsko-odrzańskiej, m.in. forsowaniu Wisły i zajęciu Warszawy, Gniezna, Pyrzyc i operacji berlińskiej. Po wojnie dowodził brygadami piechoty w Grupie Wojsk Radzieckich w Niemczech, później 64 Dywizją Zmechanizowaną Gwardii w Charkowskim Okręgu Wojskowym, w 1954 został zwolniony do rezerwy w stopniu generała majora.

## Odznaczenia
- Złota Gwiazda Bohatera Związku Radzieckiego (6 kwietnia 1945)
- Order Lenina (dwukrotnie - 21 lutego 1945 i 6 kwietnia 1945)
- Order Czerwonego Sztandaru (pięciokrotnie - 3 października 1943, 14 stycznia 1944, 3 listopada 1944, 28 maja 1945 i 24 czerwca 1948)
- Order Suworowa II klasy (25 sierpnia 1944)
- Medal jubileuszowy „XX lat Robotniczo-Chłopskiej Armii Czerwonej”
- Medal „Za obronę Moskwy”
- Medal „Za zwycięstwo nad Niemcami w Wielkiej Wojnie Ojczyźnianej 1941–1945”
- Medal za Zdobycie Berlina
- Medal „Za wyzwolenie Warszawy”